# 생명 유지 장치
생명 유지 장치(生命維持裝置)는 생체의 생명을 유지하기 위한 장치이다. 미국 정부 우주 기관 NASA와 민간우주비행 기업들은 유인우주비행 임무를 위해 자신들의 시스템들을 설명할 때 ECLSS(environmental control and life support system)라는 용어를 사용한다.

## 참고 문헌
- Barry, Patrick L. (November 13, 2000). “Breathing Easy on the Space Station”. Science@NASA. 21 September 2008에 원본 문서에서 보존된 문서.
- “International Space Station Environmental Control and Life Support System” (PDF). NASA. 2010년 11월 24일에 원본 문서 (PDF)에서 보존된 문서. 2010년 12월 11일에 확인함.